# Klun
Klun je priimek v Sloveniji, ki ga je po podatkih Statističnega urada Republike Slovenije na dan 1. januarja 2010 uporabljalo 481 oseb.

## Znani nosilci priimka
- Albert Klun (1926—2002), polkovnik, zgodovinar prekomorskih brigad
- Boris Klun (1925—2017), zdravnik nevrokirurg
- Boštjan Klun (*1979), komunikator, voditelj RTV-oddaj, predav.
- Branko Klun (*1968), filozof in teolog, prof. TEOF
- Dušan Klun (*1948), slikar, ilustrator in grafični oblikovalec
- Franci Klun (*1981), kolesar
- Ivan Klun (1920—?), prekomorski borec
- Josip (Pino) Klun (1910—1971), trgovec in Tigrovec
- Karel Klun (1841—1896), duhovnik in politik
- Katja Klun (*1978), univ. dipl. slovenistka, pesnica
- Katja Klun, Morska biološka postaja Piran
- Klemen Klun (*1971), pravnik, filozof in teolog
- Maja Klun (*1969), strok. za ekonomiko javne uiprave, javne finance in davke, univ. prof.
- Mario Klun, jadralec (memorial)
- Miroslav Klun, podjetnik, politik, župan
- Monika Klun, poslovna informatičarka
- Olga Klun (1914—1963), športna in prosvetna delavka
- Robert Klun (*1972), arhitekt
- Sandy Klun (*1958), slovenski politik v Italiji, župan Doline pri Trstu
- Vasja Klun, nogometni trener, glasbenik, filmski režiser, pesnik
- Vinko Fereri Klun (1823—1875), zgodovinar, geograf in politik
- Zlatko-"Zlati" Klun (1952—2022), glasbenik, producent, urednik (TV)